# Mårten Svartström
Mårten Svartström är en finlandssvensk radio- och tv-producent, programvärd och journalist. 
Svartström har presenterat bl.a. morgonprogrammet Min Morgon på TV-kanalen Yle Fem.  Från augusti 2014 till våren 2021 presenterade han pratshowen Efter Nio tillsammans med Sonja Kailassaari. Han medverkande också i  Yle Radio Vegas musikprogram Hitmen. Svartström var 2011–2013 Svenska Yles musikprogramchef.